# 海徳寺 (品川区)
海徳寺（かいとくじ）は、東京都品川区南品川にある日蓮宗の寺院。自覚山松陽院。旧本山は大本山本圀寺(六条門流)、脱師法縁。境内には軍鑑千歳殉難者之碑、ホームラン地蔵がある。

## 歴史
大永2年（1522年）自覚院岸日性（鳥海和泉守、子孫に名主の利田吉左衛門等がいる）が松陽院日増（天文14年（1545年）没）を開山に自邸を寺に改めた。現在の本堂は、寛延4年（1751年）再建で品川区内最古級の木造建築である。

## 仏像等
- 釈迦生誕像
長谷川昂作。本堂右側に祀る。
- ホームラン地蔵
バットを抱きボールを持つ地蔵菩薩像。王貞治がホームランの世界記録樹立時にも報告に訪れた少年の墓である。
- 軍鑑千歳殉難者之碑
千歳の乗組員と一般人の見学者を乗せた伝馬船が千歳に向かう途中、突風にあって転覆した海難事故の慰霊碑である。

## 交通アクセス
- 新馬場駅より徒歩4分（経路案内）。

## 参考資料
- 日蓮宗寺院大鑑編集委員会『宗祖第七百遠忌記念出版 日蓮宗寺院大鑑』大本山池上本門寺 (1981年)
- 「品川宿 南品川宿上 海徳寺」『新編武蔵風土記稿』 巻ノ53荏原郡ノ15、内務省地理局、1884年6月。NDLJP:763982/85。
- “品川地区の指定文化財”. 品川区ホームページ. 2020年11月27日閲覧。